# Tonya Lee Williams

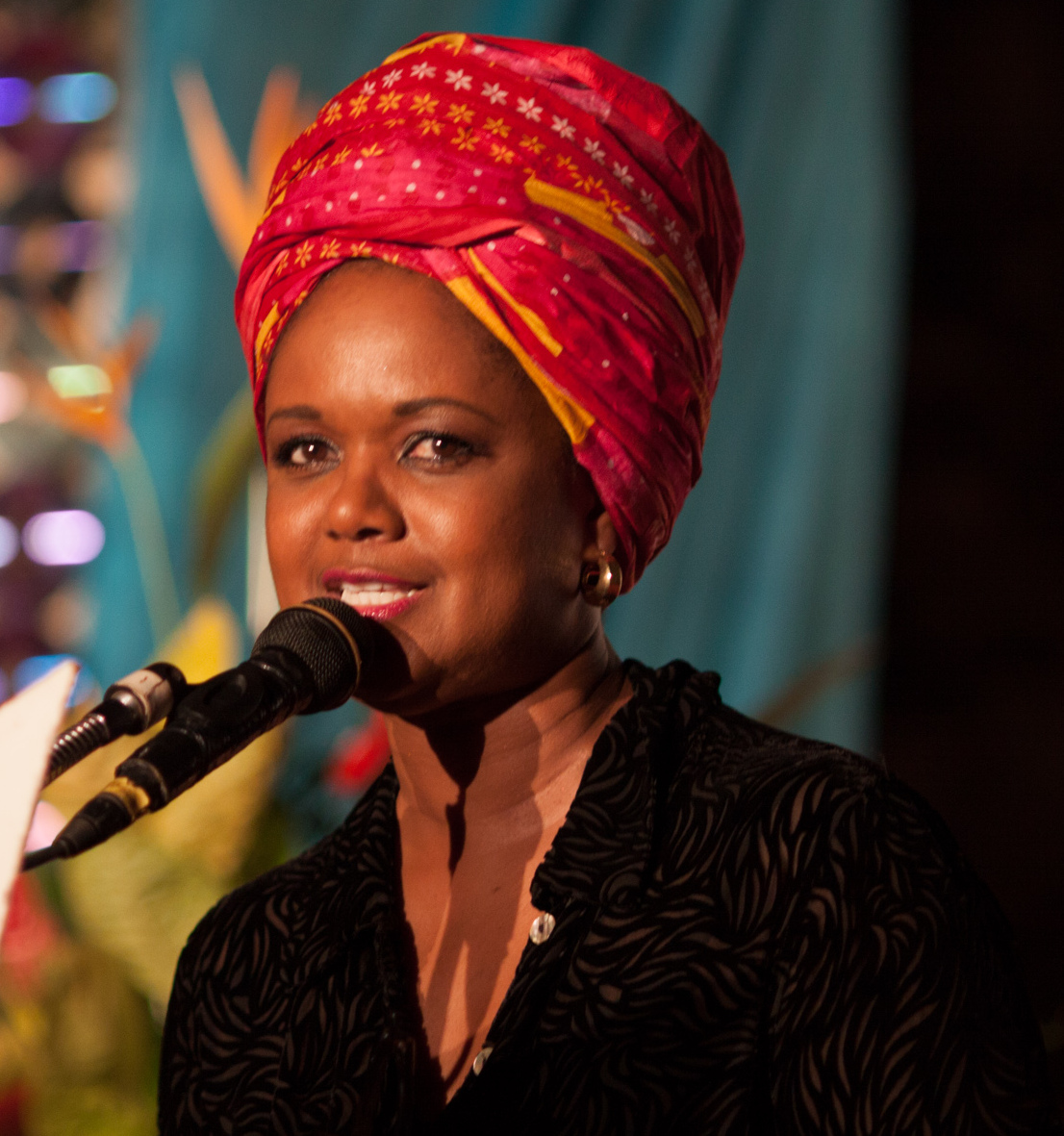
Tonya Lee Williams

Tonya Lee Williams (Londen, 12 juli 1957) in een Canadese actrice. 
Als kind woonde ze met haar familie in Londen en Kingston, Jamaica. Toen ze vijf was werd ze ziek en ging ze met haar moeder in Birmingham wonen. In 1969 vestigde haar familie zich in Oshawa, Ontario. Ze werkte als model en in 1977 werd ze tot Miss Black Ontario gekroond. 
Haar televisiedebuut was op de Canadese kindershow Polka Dot Door. Hierna volgde een rol in de Canadese sitcom Check it out en later in de Amerikaanse soap Generations die haar een rol opleverde in The Young and the Restless, tot 2005 maakte ze deel uit van de vaste cast van de show, daarna werd ze een los personage dat nog sporadisch aan bod kwam.
Van 1983 tot 1991 was ze met Robert Simpson getrouwde, ze hertrouwde nooit.